# Wife Swap
Wife Swap (Intercambio de Pareja) es un programa de televisión estadounidense que se emitió por primera en el canal ABC de la red en el 2004. En el programa, dos familias, generalmente de diferentes clases sociales y estilos de vida, intercambian esposas/madres y a veces los maridos por dos semanas. El programa suele cambiar deliberadamente esposas con dramáticamente diferentes estilos de vida, como una esposa desordenada intercambia con uno meticulosamente ordenado, que documenta las diferencias culturales y sociales que las dos familias descubren con el nuevo miembro de la familia. Las parejas intercambian no tienen relaciones sexuales.  
Además, también se estrenó una serie spin-off con celebridades el 2 de enero de 2012, con el título Celebrity Wife Swap .  

## Sinopsis
Primera Semana: la nueva esposa debe cumplir con las mismas reglas y estilo de vida de la mujer que está reemplazando. Cada mujer deja un manual de reglas de la casa en donde explica su papel en la familia y los deberes que ella posee. Esto ayuda a determinar qué reglas se aplicarán a las esposas en la "ceremonia de reglas de cambio".
Segunda Semana: las nuevas esposas se les permite establecer sus propias reglas, y sus nuevas familias deben cumplir con estas nuevas reglas de la casa. Por lo general, toma un tiempo para que las familias se adapten a las nuevas reglas, por su parte las esposas desembolsan una determinada suma de dinero a la familia que se han involucrado para hacer lo que las mujeres consideren conveniente para gastarlo.
Al final de las dos semanas, las dos parejas se reúnen por primera vez, y las mujeres, junto con sus maridos, discutir cómo se sintierón durante las dos semanas. Esto a menudo desciende a insultos personales y ha terminado con violencia, al menos dos veces. Más a menudo que no, sin embargo, ambas familias a alcanzar hacia un punto medio y expresan lo que han aprendido de la experiencia. A veces, la reunión de la mesa es un momento muy sincero y emocional para las dos familias que a veces tienen un respeto total y mutuo el uno al otro. Unas semanas más tarde, las cámaras vuelven a grabar los cambios que han ocurrido desde el canje de esposa.